# Trigonoptera breuningiana
Trigonoptera breuningiana är en skalbaggsart som beskrevs av Gilmour 1950. Trigonoptera breuningiana ingår i släktet Trigonoptera och familjen långhorningar.
Artens utbredningsområde är Irian Jaya. Inga underarter finns listade i Catalogue of Life.